# Economia de Tanzània

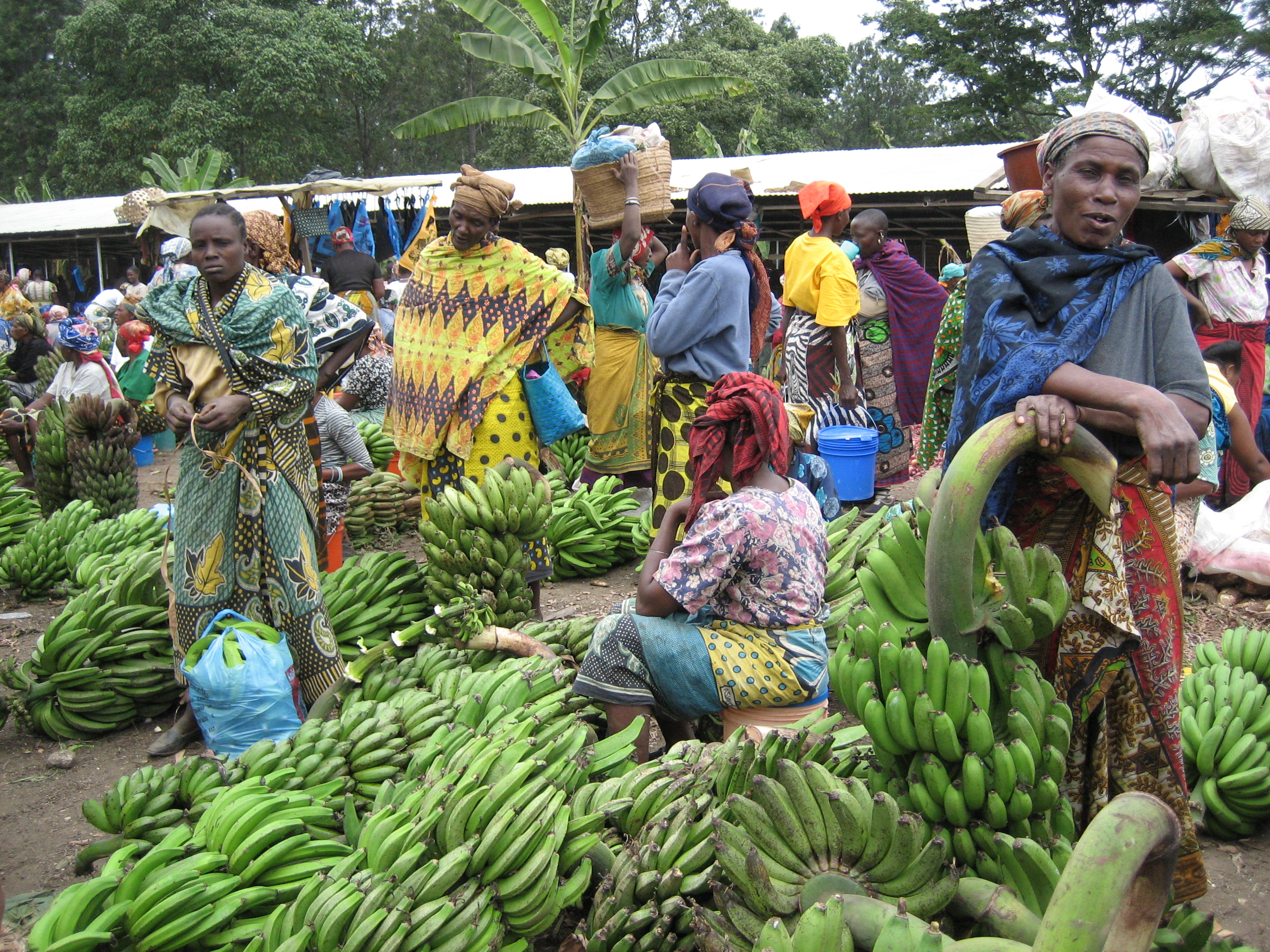
Mercat prop de Arusha.

Tanzània és un dels països més pobres del món, amb un PIB per capita de solament 1 700 dòlars en 2012. No obstant això, la seva economia va aconseguir alts índexs de creixement a causa de la producció d'or i el turisme. El país pràcticament va concloure la seva transició per a una economia de mercat liberalitzada, encara que el govern mantingui presència en sectors com a telecomunicacions, bancari, energia i mineria.
La seva economia és molt dependent de l'agricultura, sector responsable del 1/4 del PIB, del 85% de les exportacions i que ocupa el 80% de la mà d'obra. No obstant això, la topografia i les condicions climàtiques limiten les terres cultivables a només un 40% del total. El país se situa per sota del 10% dels més pobres del món.
La indústria del país fa principalment el processament dels productes agrícoles i alguns béns de consum. El Banc Mundial i donadors internacionals han proporcionat ajudes per rehabilitar la infraestructura antiquada i alleujar la pobresa. A causa de l'ajuda internacional i sòlides polítiques econòmiques, el creixement es manté malgrat la recessió mundial.